# مارلون باستاردو
مارلون باستاردو (بالإسبانية: Marlon Bastardo) هو لاعب كرة قدم فنزويلي في مركز الدفاع، ولد في 18 فبراير 1990 في كاراكاس في فنزويلا. لعب مع مينيروس دو غويانا ونادي كاراكاس.

## وصلات خارجية
- مارلون باستاردو على موقع قاعدة بيانات كرة القدم.إي يو (الإنجليزية)
- مارلون باستاردو على موقع Soccerway.com (الإنجليزية)